# Снежница
Снежницата или Карлянка (изписване до 1945 година: Снѣжница, на гръцки: Χιονότρυπα Φαλακρού, Хионотрипа Фалакру) е пропастна пещера в планината Боздаг (Фалакро), Драмско, Гърция. Дълбочината на пещерата е 111 m, температурата никога не надвишава 1°C и в нея винаги има сняг.

## Имена
Името Снежница е засвидетелствано в български източници от началото на XX век. Гръцкото име Хионотрипа в превод означава „Снежна дупка“. Карлянка е производно от турското karlı, „снеговит“ + топонимична наставка.

## Описание
Пещерата е разположена на около 2000 m надморска височина между първенеца Свети Илия, в чиито поли се намира, и гребена Карталка. В гръцките географски източници североизточната част на гребена Карталка, на която има хижа, се нарича Хионотрипа по името на пещерата. Дълбочината на пещерата е 111 m, а диметърът ѝ – 20 m. Представлява ледникова яма с многогодишен сняг. Петър Дървингов пише в 1904 година:
| „ | По нейнитѣ [на Боздаг] най-горни повърхности, главно въ трапътъ Снѣжница, между върховетѣ Клиседжикъ и Бозъ се намира многогодишен снѣгъ пъленъ съ червеи. Снѣгътъ се товари на коне и се продава въ Драма и Кавала лѣтѣ отъ помацитѣ. | “ |

Снежницата е понор със срутен покрив. Разделя се на три части. Първата и открита част е дълбока 60 m и снегът в нея се запазва през всички сезони. Втората част е достъпна след спускане от 20 m. Представлява тъмна зала с впечатляващи сталактити и сталагмити. Още едно спускане от 15 m води до третата и последна част на пещерата.
Пещерата е важен научен източник, тъй като запазва сведения от различните геоложки периоди. Така например пробите от органична материя, взети от стените, могат да дадат данни за климата на всеки времеви период.
- Снежница от СЗ
- Снежница от СЗ, от хижата на Карталка; зад пещерата е Свети Илия
- Снежница от СЗ, зад пещерата е Свети Илия
- Снежница от ЮИ; зад пещерата е Карталка с хижата
- Гледка към Свети Илия от Карталка